# Salix tyrrellii
Salix tyrrellii är en videväxtart som beskrevs av Hugh Miller Raup. Salix tyrrellii ingår i släktet viden, och familjen videväxter. Inga underarter finns listade i Catalogue of Life.